# IC 4402
IC 4402 ist eine Spiralgalaxie vom Hubble-Typ Sb im Sternbild Wolf am Südsternhimmel. Sie ist schätzungsweise 68 Millionen Lichtjahre von der Milchstraße entfernt.
Das Objekt wurde am 13. Mai 1904 von Royal Harwood Frost entdeckt.